# Mario Been
Mario Been est un footballeur néerlandais né le 11 décembre 1963 à Rotterdam.

## Carrière
- 1982-1988 : Feyenoord Rotterdam ( Pays-Bas)
- 1988-déc. 1990 : Pise SC ( Italie)
- jan. 1991-1991 : Roda JC ( Pays-Bas)
- 1991-1992 : Heerenveen ( Pays-Bas)
- 1992-1993 : Wacker Innsbruck ( Autriche)
- 1993-oct. 1995 : Excelsior Rotterdam ( Pays-Bas)

## Palmarès en tant que joueur
- Championnat des Pays-Bas de football : 1984
- Coupe des Pays-Bas de football : 1984
- Coupe d'Autriche de football : 1993

## Palmarès en tant qu'entraîneur
- Coupe de Belgique de football : 2013 avec le KRC Genk